# Brynjar Ingi Bjarnason
Brynjar Ingi Bjarnason, né le 6 décembre 1999 à Akureyri en Islande, est un footballeur international islandais, qui évolue au poste de défenseur central au Greuther Fürth.

## Biographie

### En club
Né  à Akureyri en Islande, Brynjar Ingi Bjarnason débute en professionnel avec le club local du KA Akureyri en Islande. Il joue son premier match en première division islandaise le 27 avril 2019 contre l'ÍA Akranes. Il est titularisé ce jour-là mais son équipe s'incline (3-1 score final).
En juin 2021, alors qu'il est également suivi par le FK Sotchi, Brynjar Ingi Bjarnason s'engage en faveur du club italien de l'US Lecce pour un contrat de trois saisons,.
En janvier 2022, Brynjar Ingi Bjarnason rejoint la Norvège pour signer en faveur du Vålerenga Fotball. Le transfert est annoncé le 27 décembre 2021. Il était courtisé par plusieurs clubs norvégiens et scandinaves mais a préféré le projet proposé par Vålerenga.
Le 2 mars 2023, Bjarnason s'engage en faveur du Hamarkameratene. Il signe un contrat de trois ans, soit jusqu'en décembre 2025.

### En sélection
Le 30 mai 2021, il honore sa première en sélection avec l'équipe nationale d'Islande face au Mexique. Il est titulaire lors de cette rencontre qui se solde par la défaite des siens (2-1). Le 8 juin suivant, pour sa troisième sélection, Bjarnason est de nouveau titulaire lors d'un match amical contre la Pologne. Il se fait remarquer ce jour-là en inscrivant son premier but en sélection, d'une reprise de volée qui donne l'avantage à son équipe, mais celle-ci est finalement rejoint et les deux équipes se neutralisent (2-2 score final),.